# Cyperns håndboldlandshold (herrer)
Cyperns håndboldlandshold er det cypriotiske landshold i håndbold for mænd som også deltager i internationale håndboldkonkurrencer.
De, forsøgte at kvalificere sig til VM 2007, hvor den endte på en 4. plads i gruppe 3. Det, deltager i kvalificeringen til EM 2014, hvor de skal spille i gruppe A, sammen med bl.a Finland, og Ukraine.
Holdet har endnu ikke deltaget i EM eller VM i håndbold.

## Resultater

### IHF Emerging Nations Championship
- 2017 - 4. plads